# Białopole (Lublin)
Białopole is een dorp in het Poolse woiwodschap Lublin, in het district Chełmski. De plaats maakt deel uit van de gemeente Białopole en telt 980 inwoners.